# Nkechi Ezugwu
Nkechinyelu Peter Ezugwu (Shrewsbury, Gran Bretaña, 10 de septiembre de 1976) es un exjugador de baloncesto británico. Con 2.01 de estatura, su puesto natural en la cancha era el de pívot. Después de un paso por el baloncesto universitario estadounidense jugando para las Eastern Michigan Eagles, desarrolló una carrera como profesional en Francia, España, Italia, Bosnia-Herzegovina y Argentina. 

## Trayectoria

### Clubes
| Club                      | País                 | Año         |
| ------------------------- | -------------------- | ----------- |
| JDA Dijon                 | Francia              | 1998 - 1999 |
| Aurora Basket Jesi        | Italia               | 1999 - 2000 |
| Caja Rural Melilla        | España               | 2000 - 2001 |
| Joventut de Badalona      | España               | 2001        |
| CB Breogán                | España               | 2001 - 2002 |
| Robur Basket Osimo        | Italia               | 2002        |
| Scafati Basket            | Italia               | 2002 - 2003 |
| Bàsquet Inca              | España               | 2003 - 2004 |
| Felice Scandone           | Italia               | 2004 - 2005 |
| CAI Zaragoza              | España               | 2005        |
| Pavia                     | Italia               | 2005 - 2007 |
| Andrea Costa Imola        | Italia               | 2007 - 2008 |
| KK Bosna Sarajevo         | Bosnia y Herzegovina | 2008        |
| Dinamo Basket Sassari     | Italia               | 2008 - 2009 |
| Andrea Costa Imola        | Italia               | 2009 - 2010 |
| 9 de Julio de Río Tercero | Argentina            | 2010        |
| Boca Juniors              | Argentina            | 2010        |
| Casalpusterlengo          | Italia               | 2011        |